# 黄玠然
黄玠然（1901年—2004年4月18日），原名黄文容，曾用名黄介、杨天生、阿江、陈文等，浙江浦江县扶名口村人，中华人民共和国政治人物。

## 生平

### 中华民国时期
1916年，黄玠然毕业于浙江金华第七中学。1917年至1922年，在家乡当小学教员。1923年，考入浙江杭州法政专科学校学习，期间参加领导全校学生运动，被学校开除。中共中央派人接到上海大学学习，1926年5月在上海加入中国共产党。同年分配到中共中央宣传部《向导》周刊工作。参加第一次上海工人武装起义的宣传工作。1927年初，调任中共中央总书记陈独秀的秘书。曾作为工作人员筹备和参加了中国共产党第五次全国代表大会。
八七会议后，黄玠然先后调任党刊《布尔什维克》编辑、中央组织部科长、中央秘书处处长等职。1928年冬，曾任中共上海市沪西区委员会书记。1930年夏，担任中共中央秘书长。在此期间，遵照周恩来指示，筹建党中央秘密工作小组。还起草了《秘密工作手册》，发给党内秘密工作人员。1931年，协助周恩来紧急处理因顾顺章、向忠发叛变造成的危急局面。1933年1月，中共中央机关迁往苏区，成立上海中央局，他担任上海中央局委员兼组织部部长，负责联系江苏省委、出版部、济难总会党团等。曾两次陪同瞿秋白到鲁迅家中隐蔽，还负责出版党内刊物《斗争》。1934年，因机关被特务破坏而被捕。
抗日战争初期出狱，1937年遵照周恩来指示，黄玠然到山西参加抗日工作，任山西牺牲救国同盟会宣传部部长。1939年，因阎锡山公开反共而离开山西，到重庆向周恩来汇报，后在国统区从事工商界上层人士的统战工作。曾在民族资本家章乃器开办的上川实业公司任襄理、协理等职，直接影响了章乃器的政治态度。1948年，按中共中央指示加入民族工商界的政党中国民主建国会，参与筹建民建港九分会。解放军攻占上海前，他协助上海市委负责人刘少文、吴克坚进行秘密情报工作，负责将大额党的经费和重要文件安全存放在章乃器的公司保险箱中。

### 中华人民共和国时期
中华人民共和国成立后，黄玠然历任中国纺织建设公司军管会主任秘书，华东纺织管理局秘书处处长，华东纺织工学院副院长，被选为上海市第一、第二届人民代表大会代表。1952年，奉调到中央统战部，在北京负责筹建全国工商业联合会。历任全国工商业联合会副秘书长兼党组副书记，中央工商管理局副局长，第二、第三、第四、第五、第六、第七届全国政协委员，先后被选为中共中央直属机关监察委员会委员，中央统战部党委委员。
文化大革命期间，黄玠然受到摧残，被迫停止工作。1979年，中共中央组织部宣布平反决定，起用担任全国工商联合会秘书长兼党组副书记，仍恢复为全国政协委员。1988年离休。2004年4月18日去世。